# Jaime Emma
Jaime Emma (Buenos Aires, 17 de enero de 1938 - Buenos Aires, 8 de enero de 2005) fue un ajedrecista y periodista argentino.
Abogado de profesión, se consagró como campeón argentino de ajedrez en 1978, el mismo año en que alcanzó el título de Maestro Internacional. Alcanzó un Elo de 2395. Se había clasificado tercero en el campeonato nacional de 1972 y participó en las Olimpíadas de 1972 y obtuvo el título de campeón argentino en el año 1978.
Fue un entusiasta difusor del juego en los medios de comunicación, publicando durante varios años una columna semanal en la revista Siete Días. Más tarde fue colaborador habitual de la revista Humor. En 1987 se traslada a la provincia de San Luis para dar clases de ajedrez. Su actividad periodística molesta al poder local que comienza a hostigarlo hasta que, tras detenerlo sin causa durante 25 días en 1992, cuatro años más tarde es expulsado de su domicilio junto a su familia. De regreso en Buenos Aires, la Federación Argentina del juego le cede su sede social como parte del reconocimiento de deudas impagas.